# Sigrid de Verdier
Sigrid Ulrika de Verdier, född Holmström den född 4 augusti 1875 i Gammelstad, död den 2 februari 1941 i Stockholm, var en svensk tandläkare. Hon var från 1905 gift med Nils de Verdier.
Sigrid de Verdier var dotter till kaptenen och lantmätaren Claës Wilhelm Holmström. Hon avlade mogenhetsexamen i Stockholm 1897 och tandläkarexamen 1901. Efter praktik i Luleå 1901–1905 kom hon 1906 till Stockholm, där hon från 1913 var skoltandläkare vid folkskolorna och från 1922 anställd vid Vanföreanstalten, vars tandklinik hon förestod 1923–1928. De Verdier var 1929–1931 vikarierande chef för Stockholms tandläkarförenings poliklinik för mindre bemedlade, var styrelseledamot i Stockholms tandläkarförening 1913–1938 (varav 1937–1938 som vice ordförande) och 1916–1935 styrelseledamot i Sveriges tandläkarförbund (varav sex år som sekreterare). Hon var 1916 en av stiftarna av Kvinnliga tandläkarklubben och var dess ordförande 1916–1923 samt 1929–1941 varvid hon aktivt arbetade för kvinnliga tandläkares likställighet med manliga i avseende på arbetstid och lön. De Verdier var även styrelseledamot i Skandinaviska tandläkarföreningen 1919–1926, ledamot av Kliniknämnden 1933–1937, styrelseledamot i Svenska nationalförbundet för munhygienens främjande från 1914 och arbetade där aktivt för skol– och folktandvårdens främjande. Hon utgav bland annat Handledning vid undervisningen om tänderna och deras vård (1924), Den förtrollande munhålan (1920, tillsammans med H. Lind) samt Väggplansch över mun och tänder (1924). De Verdier var 1913–1919 redaktör för Tidskrift för munhygien. Hon var även aktiv för kvinnors rättigheter, från 1921 styrelseledamot i Svenska kvinnors medborgarförbund och 1920–1923 och 1929–1941 ledamot av de kvinnliga kårsammanslutningarnas centralråd. De Verdier tilldelades medaljen för medborgerlig förtjänst i guld. Hon är begraven på Norra begravningsplatsen utanför Stockholm.